# Combinació lineal d'orbitals atòmics

La representació reductible de l'enllaç de l'aigua amb simetria C_{2v}.

Una combinació lineal d'orbitals atòmics o LCAO és una superposició quàntica d'orbitals atòmics i una tècnica per calcular orbitals moleculars en química quàntica. En mecànica quàntica, les configuracions d'electrons dels àtoms es descriuen com a funcions d'ona. En un sentit matemàtic, aquestes funcions d'ona són el conjunt base de funcions, les funcions base, que descriuen els electrons d'un àtom determinat. En les reaccions químiques, les funcions d'ona orbitals es modifiquen, és a dir, es modifica la forma del núvol d'electrons, segons el tipus d'àtoms que participen en l'enllaç químic.
Va ser introduït el 1929 per Sir John Lennard-Jones amb la descripció de l'enllaç de les molècules diatòmiques de la primera fila principal de la taula periòdica, però Linus Pauling havia utilitzat anteriorment per a H₂+.

Exemple d'un diagrama d'orbitals moleculars.

Una hipòtesi inicial és que el nombre d'orbitals moleculars és igual al nombre d'orbitals atòmics inclosos en l'expansió lineal. En cert sentit, n orbitals atòmics es combinen per formar n orbitals moleculars, que es poden numerar i = 1 a n i que poden no ser tots iguals. L'expressió (expansió lineal) de l' iè orbital molecular seria:
{\displaystyle \ \phi _{i}=c_{1i}\chi _{1}+c_{2i}\chi _{2}+c_{3i}\chi _{3}+\cdots +c_{ni}\chi _{n}}
o
{\displaystyle \ \phi _{i}=\sum _{r}c_{ri}\chi _{r}}
on {\displaystyle \ \phi _{i}} és un orbital molecular representat com la suma de n orbitals atòmics {\displaystyle \ \chi _{r}}, cadascun multiplicat per un coeficient corresponent {\displaystyle \ c_{ri}}, i r (numerat d'1 a n) representa quin orbital atòmic es combina en el terme. Els coeficients són els pesos de les contribucions dels n orbitals atòmics a l'orbital molecular. El mètode Hartree-Fock s'utilitza per obtenir els coeficients de l'expansió. Així, els orbitals s'expressen com a combinacions lineals de funcions base, i les funcions base són funcions d'un sol electró que poden o no estar centrades en els nuclis dels àtoms components de la molècula. En qualsevol dels casos, les funcions de base també s'anomenen orbitals atòmics (tot i que només en el primer cas aquest nom sembla ser adequat). Els orbitals atòmics utilitzats solen ser els d'àtoms semblants a l'hidrogen, ja que es coneixen analíticament, és a dir Orbitals de tipus Slater, però altres opcions són possibles, com ara les funcions gaussianes a partir de conjunts de bases estàndard o els orbitals pseudoatòmics a partir de pseudopotencials d'ona plana.
En minimitzar l'energia total del sistema, es determina un conjunt adequat de coeficients de les combinacions lineals. Aquest enfocament quantitatiu es coneix ara com el mètode Hartree-Fock. Tanmateix, des del desenvolupament de la química computacional, el mètode LCAO sovint no es refereix a una optimització real de la funció d'ona sinó a una discussió qualitativa que és molt útil per predir i racionalitzar els resultats obtinguts mitjançant mètodes més moderns. En aquest cas, la forma dels orbitals moleculars i les seves respectives energies es dedueixen aproximadament comparant les energies dels orbitals atòmics dels àtoms individuals (o fragments moleculars) i aplicant algunes receptes conegudes com a repulsió de nivell i similars. Els gràfics que es dibuixen per fer aquesta discussió més clara s'anomenen diagrames de correlació. Les energies orbitals atòmiques requerides poden provenir de càlculs o directament de l'experiment mitjançant el teorema de Koopmans.
Els diagrames d'orbitals moleculars proporcionen un tractament LCAO qualitatiu senzill. El mètode Hückel, el mètode Hückel estès i el mètode Pariser-Parr-Pople, proporcionen algunes teories quantitatives.